# Municipio de Eupatoria
El municipio Eupatoria (en ucraniano: Євпаторійська міська рада, en ruso: Евпаторийский городской совет, en tártaro de Crimea: Kezlev şeer şurası) es una de las 25 regiones de la República Autónoma de Crimea a Ucrania. La región se encuentra en la costa occidental de Crimea a orillas del mar Negro. Su centro administrativo es la ciudad de Eupatoria.

## Localidades
El municipio está constituido por dos ciudades, la ciudad de Eupatoria y la ciudad de Zaozerne situadas a menos de 5 kilómetros de distancia una de la otra.

## Geografía
El Municipio está rodeado del Raión de Saky. Este municipio en su centro administrativo tiene uno de los mayores puertos de Crimea, el puerto de Eupatoria. Está situado a las orillas de la bahía de Eupatoria rodeándola. Al este tiene salida al lago Sasyk separado del mar Negro por una estrecha franja de tierra. 